# Lill-Svinören
Lill-Svinören is een Zweeds eiland behorend tot de Pite-archipel. Het eiland ligt voor de kust van Nörd-Haraholmen. Ten oosten van Lill-Svinören ligt Stor-Svinören. Het eiland heeft geen oeververbinding en er staan enkele zomerhuisjes op.